# Trinectes maculatus
Trinectes maculatus (trong tiếng Anh có tên thường gọi là "hogchoker", cá chẹt cổ heo) là một loài cá bơn nhỏ sống dọc vùng duyên hải Đại Tây Dương Bắc Mỹ, từ Massachusetts đến Florida, rồi xuống tận Panama. Nó ưa nước lợ, sống đông đúc ở nhiều vịnh và cửa sông phía bắc the Carolinas. Đây là một thành viên của họ Cá bơn Mỹ (Achiridae). Thân trên thường mang màu nâu-nâu sậm, mặt dưới sáng màu hơn. Trên người nó thường nó đốm hay sọc; tuỳ cá thể mà màu đốm và sọc có thể sáng hay tối màu hơn màu chủ đạo của cơ thể. Vây và đuôi có vân, giúp nó náu mình khỏi kẻ săn mồi. Nó ăn côn trùng nhỏ và động vật không xương sống thủy sinh khác là chính. Người câu cá giải trí coi đây là "cá rác". Nó từng được xem là thức ăn cho heo, song do cơ thể xương xẩu nên đôi khi heo cũng khó nuốt. Tên thường gọi của nó bắt nguồn từ đây.
Vây ngực T. maculatus thường không có (đôi lúc có một) tia vây.

## Trong bể kính
T. maculatus có khi được bán trong tiệm cá cảnh dưới tên gọi như "freshwater flounder" (cá bơn nước ngọt) hay "freshwater fluke" (sán lá nước ngọt). Điều này không chính xác. Tuy đúng là có một vài loài cá bơn sống nước ngọt hoàn toàn ở Đông Nam Á và Nam Mỹ, T. maculatus là một loài cá bơn sống ở cửa sông và bãi bùn. Dù đã có người nuôi cả cảnh giữ chúng sống cả đời trong bể nước ngọt, chưa rõ chúng có sinh sôi được trong môi trường nước thiếu muối biển hay không. Có thể bắt gặp cá trưởng thành lớn khá thường xuyên ở ngoài hạ nguồn sông Mississippi, Hudson, và East, miễn là đáy nước phủ cát mềm với hệ động vật không xương sống phát triển. Trong bể cá, chúng bám vào đá, gỗ hay mặt kính, lấy mặt bụng làm giác hút giống như cá bám đá vậy. Chúng sinh đẻ được ở nhiều mức độ mặn, song ưa độ mặn vừa phải: 10-16 phần ngàn, nhiệt độ khoảng 25 °C. Khi trứng nở, ấu trùng bơi lên nơi nước ngọt. Đến xuân, chúng di cư xuống hạ nguồn sinh sản.
Việc cho ăn khá là khó khăn, do chúng thích thức ăn sông như Artemia, Daphnia, lăng quăng hay Tubifex. Trong tự nhiên, chúng kiếm ăn bằng cách lọc sinh vật khỏi cát và bùn. Trên không khoẻ, đốm trên bụng cá thể đôi màu.